# Harry Attison
Harry Attison, né le 12 novembre 1969, est un ancien arbitre de football du Vanuatu.

## Carrière
Il a officié dans des compétitions majeures : 
- Coupe d'Océanie de football 2000 (2 matchs dont la finale)
- Championnat de l'OFC des moins de 20 ans 2001 (finale aller)
- Tournoi qualificatif de l'OFC des moins de 17 ans 2001 (finale aller)
- Coupe du monde de football des moins de 17 ans 2001 (3 matchs)
- Coupe d'Océanie de football 2002 (2 matchs)
- Coupe d'Océanie de football 2004 (4 matchs)